# Vattuniemi
Vattuniemi est un quartier d'Helsinki installé sur la péninsule constituant le tiers sud-est de l'île de Lauttasaari, qui relève administrativement de la capitale finlandaise. 

## Présentation

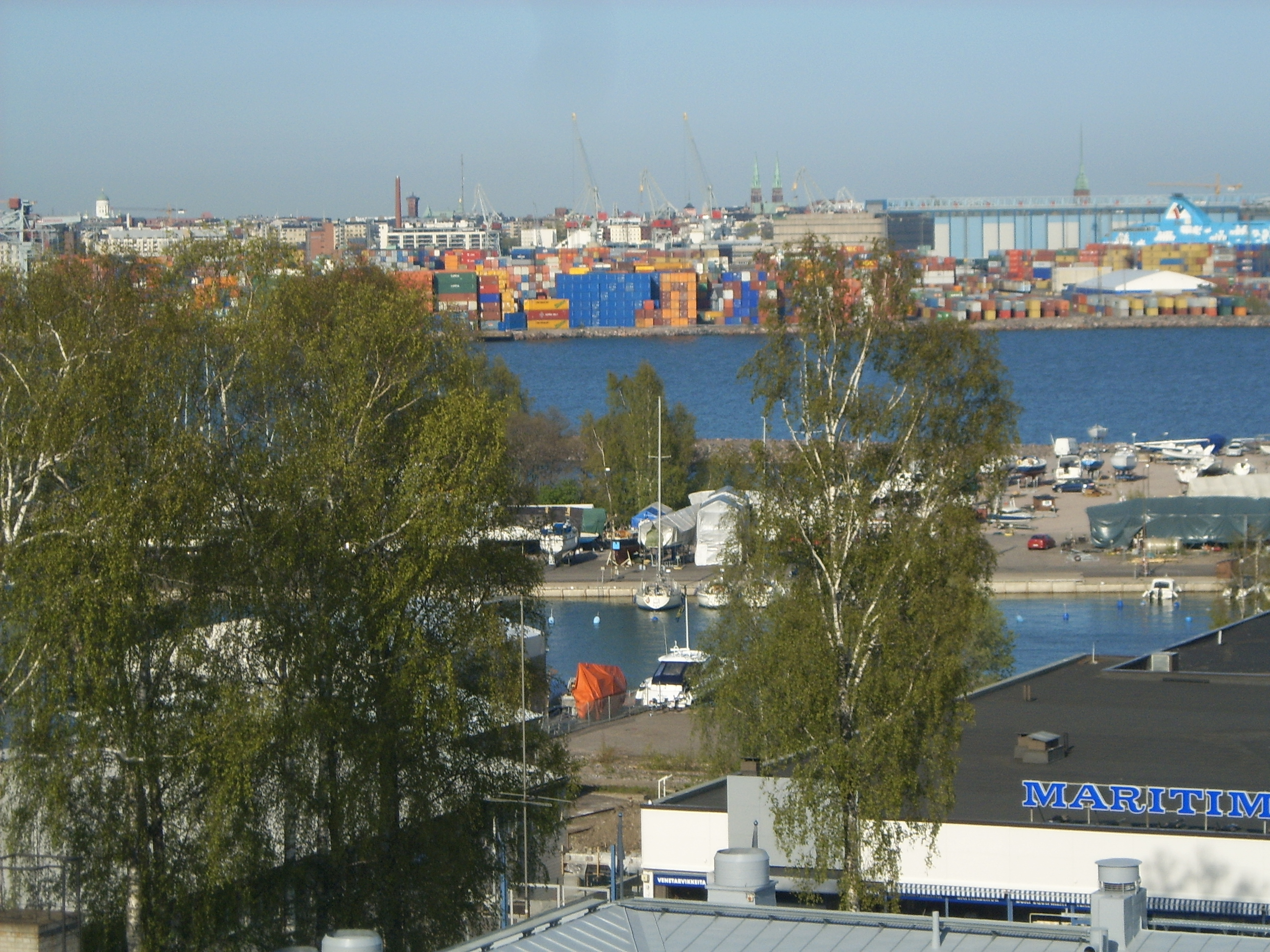
L'est de Vattuniemi, dernière zone industrielle de Lauttasaari, avec le port ouest d'Helsinki en arrière-plan.

Industriel entre les années 1960 et 1990, ce quartier a fait l'objet d'un important programme de renouvellement de son parc de logements durant les années 2000, malgré le caractère inondable de la zone. Aujourd'hui résidentiel, il est désormais le plus cher des quartiers de l'île, les prix de vente atteignant une moyenne de 3 800 euros le mètre carré.